# Henri Charles Louis Romagnesi
Henri Charles Louis Romagnesi (ur. 7 lutego 1912, zm. 18 stycznia 1999) – francuski mykolog.
Specjalizował się w grzybach z grupy pieczarniaków (Agaricomycetes). Jest autorem obszernego opracowania licznych w gatunki rodzajów gołąbek (Russula) i dzwonkówka (Entoloma), a także rodzaju Rhodophyllus. Wspólnie z Robertem Kühnerem był współautorem dzieła pt. Flore analytique des champignons supérieurs (agarics, bolets, chanterelles) comprenant les espèces de l’Europe occidentale et centrale ainsi que la plupart de celles de l’Algérie et du Maroc, które we Francji przez wiele lat była standardową florą grzybów. Opisał kilka nowych gatunków. Przy ich nazwach naukowych dodawany jest skrót jego nazwiska Romagn., ale gatunków takich jest niewiele, ponieważ mykolog często odmawiał pisania diagnoz po łacinie, więc z punktu widzenia nomenklatury botanicznej nazwy są opublikowane nieważnie.